# Sinforofilia
La formalmente denominada sinforofilia es una parafilia en la cual la excitación sexual gira alrededor de observar o incluso representar un desastre, tal como un incendio o un accidente de tránsito.

## En la cultura popular
- En la serie animada de televisión Drawn Together, una subtrama de un episodio gira alrededor de la excitación sexual que le provoca al personaje Clara el ver accidentes de automóviles.
- Son sinforófilos los principales personajes de la novela Crash de J. G. Ballard, la cual fue llevada al cine en 1996.
- En el capítulo 24 de la séptima temporada de Mentes criminales la antagonista es una sinforofílica.

## Nota y referencia
1. ↑  Money, John (1984). «Paraphilias: Phenomenology and classification (“Parafilias: Fenomenología y clasificación”)». American Journal of Psychotherapy 38 (2): 164-178. PMID 6234812.